# Cabana Maior
Pour les articles homonymes, voir Cabana.
Cabana Maior est une freguesia (« paroisse civile ») du Portugal, rattachée au concelho (« municipalité ») d'Arcos de Valdevez et située dans le district de Viana do Castelo et la région Nord.